# Alles liebt, alles lügt
The Affairs of Cellini ist ein US-amerikanischer Historienfilm aus dem Jahr 1934. Das Drehbuch basiert auf dem Bühnenstück The Firebrand von Edwin Justus Mayer. 1935 lief der Film als deutschsprachige Erstaufführung in Österreich unter dem Titel Alles liebt – alles lügt… an.

## Handlung
Florenz im 16. Jahrhundert. Der Doge Alessandro de’ Medici muss sich erneut mit dem Fall des Benvenuto Cellini befassen, der des Mordes angeklagt ist. Seine Frau erinnert ihn, dass der Goldschmied die in Auftrag gegebenen Teller aus Gold noch nicht gefertigt hat. Nachdem weitere amouröse und negative Ereignisse aus dem Leben des Goldschmieds bekannt werden, entschließt sich Alessandro dem Drängen seines Cousins Ottaviano nachzugeben und Cellini zum Tode durch den Strang zu verurteilen. Cellini kann die Gefahr jedoch abwenden, indem er den Dogen mit seinem Modell Angela bekannt macht.
Alessandros Frau beauftragt Cellini, einen Schlüssel für die Balkontür in ihrem Sommerpalast herzustellen. Am Abend versucht Alessandro Angela im Sommerpalast zu verführen. Er glaubt, seine Frau sei auf dem Weg zum Winterpalast. Cellini kämpft sich durch die Wachen zu dem Balkon des Sommerpalastes und trifft auf die Dogin, die mit ihm eigentlich alleine sein wollte. Doch Cellini, der nicht in der Lage ist, die Situation zu erklären, kann mit Angela, die sich immer mehr für Alessandro interessiert, flüchten.
Auf Cellinis Kopf ist ein Preis ausgesetzt. Cellini tötet einen Wächter und schleicht in das Zimmer der Dogin. Er fordert sie auf, ihn zu töten. Die Dogin erklärt ihm, dass sie ihn liebe, doch Wächter nehmen ihn gefangen und bringen ihn in den Kerker. Die Dogin kann Alessandro überzeugen, Cellini freizulassen. So soll eine Revolte der Bevölkerung verhindert werden. Cellini verspricht dem Dogen, Angela zu einem Bankett mitzubringen.
Bei dem Bankett hält Alessandro Cellini fälschlicherweise für Angelas Verlobten. Die eifersüchtige Dogin, ebenfalls in dem Glauben, gibt Cellini vergifteten Wein und prostet ihm zu. Cellini trinkt und bricht zusammen. Die Dogin eilt zu ihm und gesteht ihm ihre Liebe. Doch nun bricht Ottaviano tot zusammen, Cellini hatte vorher die Gläser vertauscht. Der Doge will Cellini und seine Frau bestrafen, doch Angela kann ihn besänftigen. Die Dogin erklärt, Cellini solle im Winterpalast einen Brunnen errichten, so dass Angela und Alessandro im Sommerpalast alleine seien.

## Kritiken
Mordaunt Hall von der New York Times bezeichnete den Film als romantisch und possenhaft. Die elegante Produktion weise beeindruckende Ausstattung und attraktive Kostüme auf.
J. R. Jones vom Chicago Reader lobt das geist- und temporeiche Drehbuch und die elegante Musik von Alfred Newman.

## Auszeichnungen
1935 bekam der Film vier Oscarnominierungen in den Kategorien Bester Hauptdarsteller (Frank Morgan), Beste Kamera, Beste Ausstattung (Richard Day) und Bester Ton (Thomas T. Moulton).

## Hintergrund
Die US-Premiere des Films fand am 24. August 1934 statt, die deutschsprachige im Jahr darauf in Wien.
In kleinen Nebenrollen traten Lucille Ball, Lionel Belmore, Ward Bond und Lane Chandler auf.
Das Bühnenstück wurde in New York am 15. Oktober 1924 erstmals aufgeführt und hatte 251 Vorstellungen. Hier spielte Frank Morgen seine Filmrolle als Doge.